# A szökés (1. évad)
A szökés 1. évada 22 epizódból áll.
Lincoln Burrowst egy el nem követett gyilkossággal vádolják és a Fox River nevű fegyintézetbe küldik, hogy ott várja meg villamosszék általi halálbüntetését. Lincoln testvére, Michael Scofield meg van róla győződve, hogy bátyja ártatlan, így mérnöki képességeit használva egy lehetetlennek tűnő tervet eszel ki: bekerül a Fox Riverbe és megszökteti Lincolnt a kivégzés előtt. Ám míg a két testvér odabenn ügyködik, a börtön falain kívül egy ország elleni összeesküvés veszi kezdetét.

## Szereplők
- Dominic Purcell – Lincoln Burrows
- Wentworth Miller – Michael Scofield
- Robin Tunney – Veronica Donovan
- Peter Stormare – John Abruzzi
- Amaury Nolasco – Fernando Sucre
- Marshall Allman – L. J. Burrows
- Wade Williams  - Brad Bellick kapitány
- Paul Adelstein  - Paul Kellerman ügynök
- Robert Knepper – Theodore "T-Bag" Bagwell
- Rockmond Dunbar – Benjamin Miles "C-Note" Franklin
- Sarah Wayne Callies – Dr. Sara Tancredi

## Epizódok
| #  | Magyar cím | Eredeti cím                          | Író                               | Rendező                | Eredeti premier      | Magyarországi vetítés | Prod. # |
| -- | --- | ------------------------------------ | --------------------------------- | ---------------------- | -------------------- | --------------------- | ------- |
|    | |                                      |                                   |                        |                      |                       |         |
| 1  | „Isten hozott a börtönben” | „Pilot”                              | Paul Scheuring                    | Brett Ratner           | 2005. augusztus 29.  | 2006. augusztus 23.   | 1AKJ79  |
| 1  | Michael Scofield látszólag rablást követ el, hogy bekerüljön a Fox River Állami Fegyintézetbe, ahol bátyját, Lincoln Burrowst hamarosan kivégzik egy bűncselekmény miatt, amit Michael szerint nem követett el. Michael terve az, hogy mindketten meg fognak szökni. A börtönön kívül Linc exbarátnője, Veronica Donovan kezd nyomozni.                                                                                        |                                      |                                   |                        |                      |                       |         |
|    | |                                      |                                   |                        |                      |                       |         |
| 2  | „Lázadás” | „Allen”                              | Paul Scheuring                    | Michael Watkins        | 2005. augusztus 29.  | 2006. augusztus 30.   | 1AKJ01  |
| 2  | Charles Westmoreland szerint lázadás van előkészületben faji alapon a fehérek és a feketék között. Michael egy csavart akar megszerezni egy lelátóról, de problémája akad. Veronica kap egy biztonsági másolatot arról a szalagról, amin Lincoln lelövi Steadmant. |                                      |                                   |                        |                      |                       |         |
|    | |                                      |                                   |                        |                      |                       |         |
| 3  | „Álmatlanul” | „Cell Test”                          | Michael Pavone                    | Brad Turner            | 2005. szeptember 5.  | 2006. szeptember 6.   | 1AKJ02  |
| 3  | Michael beavatja cellatársát, Fernando Sucret a szökési tervébe, ám az nem akar részese lenni, így másik cellát kér. Zsebes bosszút esküszik Michael ellen. John Abruzzi megzsarolja Michaelt. |                                      |                                   |                        |                      |                       |         |
|    | |                                      |                                   |                        |                      |                       |         |
| 4  | „Édes méreg” | „Cute Poison”                        | Matt Olmstead                     | Matt Earl Beesley      | 2005. szeptember 12. | 2006. szeptember 13.  | 1AKJ03  |
| 4  | Michael új cellatársat kap, Zakkantat, aki akadályozza a szökési terv megvalósításában. Sucre fél, hogy elveszti barátnőjét, ezért elhatározza, hogy ő is kijut a börtönből. Egy Nick Savrinn nevű férfi a segítségét ajánlja Veronicának. |                                      |                                   |                        |                      |                       |         |
|    | |                                      |                                   |                        |                      |                       |         |
| 5  | „Öld meg Lincolnt!” | „English, Fitz or Percy”             | Zack Estrin                       | Randall Zisk           | 2005. szeptember 19. | 2006. szeptember 20.  | 1AKJ04  |
| 5  | Kellerman és Hale ügynök átszállítási utasítást ad Henry Popenak, hogy Michaelt egy másik börtönbe helyezzék át. Abruzzi is csatlakozik a szökésbe, és segítségével Michael tovább szövögeti tervét. |                                      |                                   |                        |                      |                       |         |
|    | |                                      |                                   |                        |                      |                       |         |
| 6  | „Zendülők és falfúrók” | „Riots, Drills and the Devil Part 1” | Nick Santora                      | Robert Mandel          | 2005. szeptember 26. | 2006. szeptember 27.  | 1AKJ05  |
| 6  | Mivel nincs elég ideje a fal kifúrására, Michael lázadást szít a rabok közt. Még Zsebes elfog egy őrt, Lincolnt Westmoreland menti meg a fegyencektől. Abruzzi és Sucre folytatják a fal kifúrását. |                                      |                                   |                        |                      |                       |         |
|    | |                                      |                                   |                        |                      |                       |         |
| 7  | „A gyanú árnyéka” | „Riots, Drills and the Devil Part 2” | Karyn Usher                       | Vern Gillum            | 2005. október 3.     | 2006. október 4.      | 1AKJ06  |
| 7  | A lázadás a gyengélkedőre is átterjed, így Dr. Sara Tancredi is bajba kerül. Lincolnt egy kormány által megbízott rab próbálja megölni. Veronica, Nick, LJ és annak családjának élete is veszélyben forog. Zsebes és a túszul ejtett őr meglátja Michael cellájában a lyukat. |                                      |                                   |                        |                      |                       |         |
|    | |                                      |                                   |                        |                      |                       |         |
| 8  | „Fenyegető körülmények” | „The Old Head”                       | Monica Macer                      | Jace Alexander         | 2005. október 24.    | 2006. október 11.     | 1AKJ07  |
| 8  | Bellick és Pope átvizsgál minden cellát a meggyilkolt őr miatt. Zsebes is bekerül a leendő szökevények közé. Michael nagy szívességet kér Westmorelandtől. |                                      |                                   |                        |                      |                       |         |
|    | |                                      |                                   |                        |                      |                       |         |
| 9  | „Forró nyomon” | „Tweener”                            | Paul Scheuring                    | Matt Earl Beesley      | 2005. október 31.    | 2006. október 18.     | 1AKJ08  |
| 9  | Egy fiatal rab érkezik a börtönbe, Tweener, akire Zsebes egyszerre "rászáll". Nick, LJ és Veronica bujkálni kényszerül. Abruzzi elveszíti Philly Falzone támogatását, és ezzel együtt a börtönmunka vezetését is. C-Note gyanút fog Michaelékkel kapcsolatban. |                                      |                                   |                        |                      |                       |         |
|    | |                                      |                                   |                        |                      |                       |         |
| 10 | „Felsőbb parancsra” | „Sleight of Hand”                    | Nick Santora                      | Dwight H. Little       | 2005. november 7.    | 2006. október 25.     | 1AKJ09  |
| 10 | C-Note megtudja, mire készül a csapat, így Michael kénytelen bevenni őt is a szökésbe. Kellermant és Hale-t egy Quinn nevű ügynök váltja le, hogy megkeresse Veronicáékat. Michael elárulja Abruzzinak, hol van Otto Fibonacci így újra ők "uralhatják" a BM-et. |                                      |                                   |                        |                      |                       |         |
|    | |                                      |                                   |                        |                      |                       |         |
| 11 | „Ki lesz a hunyó?” | „And Then There Were 7”              | Zack Estrin                       | Jesús Salvador Treviño | 2005. november 14.   | 2006. november 8.     | 1AKJ10  |
| 11 | Michael kap egy tárgyat feleségétől, ami elengedhetetlen a szökéshez. Tweener segít Michaelnek. Westmoreland is csatlakozni akar a szökevényekhez, ugyanis megtudja, lánya rákos lett. Quinn megtalálja Veronicáékat. |                                      |                                   |                        |                      |                       |         |
|    | |                                      |                                   |                        |                      |                       |         |
| 12 | „Isten keze” | „Odd Man Out”                        | Karyn Usher                       | Bobby Roth             | 2005. november 21.   | 2006. november 15.    | 1AKJ11  |
| 12 | Michael szerint valaki nem szökhet majd velük, ugyanis túl sokan vannak a csapatban. Így Abruzzi és Zsebes versengeni kezdenek egymással, ám végül Abruzzit életveszélyesen szállítják el a börtönből. Veronica váratlan ajánlatot kap egy ügynöktől. |                                      |                                   |                        |                      |                       |         |
|    | |                                      |                                   |                        |                      |                       |         |
| 13 | „Az alagút vége” | „End of the Tunnel”                  | Paul Scheuring                    | Sanford Bookstaver     | 2005. november 28.   | 2006. november 22.    | 1AKJ12  |
| 13 | Lincoln magánzárkába kerül, így Michaelnek változtatni kell a szökési tervén. Kellerman végez társával, Hale ügynökkel. Veronica a médiához fordul segítségért. Michael és csapata belevág a szökésbe. |                                      |                                   |                        |                      |                       |         |
|    | |                                      |                                   |                        |                      |                       |         |
| 14 | „Nincs kegyelem” | „The Rat”                            | Matt Olmstead                     | Kevin Hooks            | 2006. március 20.    | 2006. november 29.    | 1AKJ13  |
| 14 | A szökést le kell fújniuk, Lincoln kivégzése pedig egyre közeledik. Michael megbabrálja a villamosszéket, ám Bellick megtalálja a hibát. Veronica és Nick kérvényt nyújt be Terence Steadman testének exhumálásáért. Sara megkéri apját hogy tekintse át Lincoln ügyét. |                                      |                                   |                        |                      |                       |         |
|    | |                                      |                                   |                        |                      |                       |         |
| 15 | „Foggal, körömmel” | „By the Skin and the Teeth”          | Nick Santora                      | Fred Gerber            | 2006. március 27.    | 2006. december 6.     | 1AKJ14  |
| 15 | Néhány új információ miatt Lincoln kivégzését az utolsó pillanatban elhalasztják. Michael új tervet kénytelen készíteni, látva a korábbi kivitelezhetetlenségét. Lincoln egy rég nem látott arcot próbál beazonosítani, akit kivégzése közben látott: apját. |                                      |                                   |                        |                      |                       |         |
|    | |                                      |                                   |                        |                      |                       |         |
| 16 | „A múlt árnyai” | „Brother's Keeper”                   | Zack Estrin                       | Greg Yaitanes          | 2006. április 3.     | 2006. december 13.    | 1AKJ15  |
| 16 | Ebben a visszaemlékezős részben megtudhatjuk, hogy a különböző szereplők hogyan kötöttek ki a Fox River Állami Fegyintézetben: Zsebest az új szerelme, Susan Hollander, míg Sucrét bolti rablás miatt saját kuzinja adja fel, mivel féltékeny Sucre barátnőjére. C-Note illegális csempészetér, Lincoln pedig egy el nem követett gyilkosság miatt kerül börtönbe, mivel állítólag megölte az alelnök öccsét.                  |                                      |                                   |                        |                      |                       |         |
|    | |                                      |                                   |                        |                      |                       |         |
| 17 | „Őrültek háza” | „J-Cat”                              | Karyn Usher                       | Guy Ferland            | 2006. április 10.    | 2006. december 20.    | 1AKJ16  |
| 17 | Michael nem árulja el, hogyan szerezte égési sérülését, ezért magánzárkába küldi Pope. Sucrét megbízza Michael, fedje be a "BM-lyukat", ám elkapják az őrök, így a két fivér mellé kerül – magánzárkába. Sucre unokatestvére, Manche is beszáll a szökésbe. Nick, LJ és Veronica visszatér New Glarusba, ahol LJ – egy kis magánnyomozás során – rátalál Kellermanra. Michael "átküldeti" magát Sarával az elmegyógyintézetbe. |                                      |                                   |                        |                      |                       |         |
|    | |                                      |                                   |                        |                      |                       |         |
| 18 | „Cella-póker” | „Bluff”                              | Nick Santora, Karyn Usher         | Jace Alexander         | 2006. április 17.    | 2007. január 3.       | 1AKJ17  |
| 18 | Michael megpróbálja rávenni Zakkantat, pótolja tetoválása hiányzó részét. Geary ki akarja árusítani Scofield és Sucre celláját a legtöbbet kínálónak, ám mivel a leendő szökevényeknek nincs pénzük, Zsebes és C-Note egy pókerpartin próbál szerencsét. Lincolnnak megengedik, hogy beszéljen az elfogott LJ-vel. |                                      |                                   |                        |                      |                       |         |
|    | |                                      |                                   |                        |                      |                       |         |
| 19 | „A kulcs” | „The Key”                            | Zack Estrin, Sergio Mimica Gezzan | Jace Alexander         | 2006. április 24.    | 2007. január 10.      | 1AKJ18  |
| 19 | Lincolnt apja, Aldo megmenti Kellerman karmai közül. Aldo elmondja, hogy egy bizonyos Cég áll a Steadman-gyilkosság hátterében. Michaelnek szüksége van a betegszoba kulcsára, így ismét felesége segítségét kéri. Abruzzi visszatér. Tweener felfedi Bellick előtt, mire készülnek Scofield-ék. |                                      |                                   |                        |                      |                       |         |
|    | |                                      |                                   |                        |                      |                       |         |
| 20 | „Nincs visszaút” | „Tonight”                            | Zack Estrin                       | Bobby Roth             | 2006. május 1.       | 2007. január 17.      | 1AKJ19  |
| 20 | A megkötözött Bellick miatt Michael kénytelen előre hozni a szökést, ám idő és alternatívák nélkül belekeveri Sarát is. Tweener is csatlakozik a csapathoz. Veronica talál egy bizonyítékot, ami a montanai Blackfoothoz vezet. |                                      |                                   |                        |                      |                       |         |
|    | |                                      |                                   |                        |                      |                       |         |
| 21 | „A nagy nap” | „Go”                                 | Matt Olmstead                     | Dean White             | 2006. május 8.       | 2007. január 24.      | 1AKJ20  |
| 21 | Sara segít a szökés előkészületeiben. Michael megfenyegeti Pope-ot, küldje Lincolnt a gyengélkedőre. Nicket és apját megölik. Miután Lincoln is csatlakozott, a csapat belevág a szökésbe, ám csak nyolcan jutnak ki: Manche alatt leszakad a vezeték és elfogják, Westmoreland pedig belehal Bellicktől szerzett sérüléseibe, ám előtte elmondja, hová rejtett el 5 millió dollárt. Zakkant is megszökik a csapattal.         |                                      |                                   |                        |                      |                       |         |
|    | |                                      |                                   |                        |                      |                       |         |
| 22 | „Hajtóvadászat” | „Flight”                             | Paul Scheuring                    | Kevin Hooks            | 2006. május 15.      | 2007. január 31.      | 1AKJ21  |
| 22 | Veronica rátalál a teljesen egészséges Terrence Steadmanre. Az eddigi alelnököt, Steadman nővérét választják meg elnöknek. A börtönön kívül Abruzzi levágja Zsebes kezét, majd Zakkantat és Tweenert is hátrahagyva Lincoln, Michael, Sucre, Abruzzi és C-Note a repülőtérre siet – hiába: a repülőt lekésik, így menekülni kényszerülnek az őket üldöző hatóságok elől. Sara kómába esik a beszedett drogai miatt.            |                                      |                                   |                        |                      |                       |         |